# Mezquita de Vladikavkaz

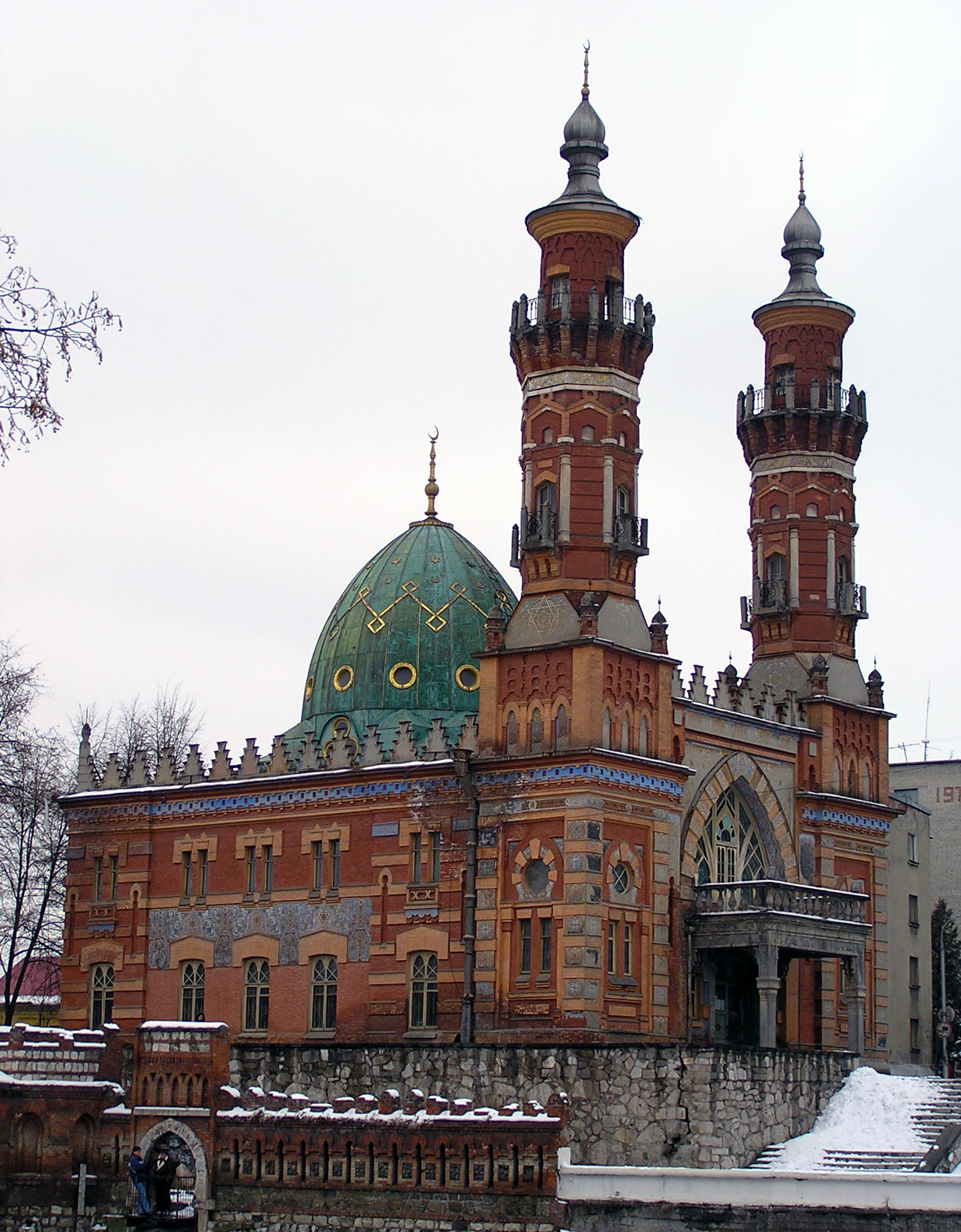
La Mezquita Sunita, 1900-1908

La Mezquita Sunita o Mezquita de Vladikavkaz es una mezquita que se encuentra en la margen izquierda del río Terek, en Vladikavkaz. El telón de fondo de la mezquita se encuentra la cordillera del Cáucaso.
El templo es conocido como la Mezquita de Mukhtarov después Murtuza Mukhtarov, un millonario del petróleo de Bakú, que financió su construcción en 1900-1908. El arquitecto polaco Józef Plośko se inspiró en las mezquitas de El Cairo.
En 1996 una bomba explotó debajo de la pared de la mezquita, que fue restaurada más tarde.
- Datos: Q1973736
- Multimedia: Mukhtarov Mosque (Vladikavkaz) / Q1973736